# Ministerio de las Fuerzas Armadas (Francia)
El Ministerio de las Fuerzas Armadas (en francés: Ministère des Armées, lit. 'Ministerio de los Ejércitos') es el ministerio del Gobierno de Francia encargado de gestionar las Fuerzas Armadas francesas dentro y fuera del territorio francés. Su titular es el ministro de las Fuerzas Armadas. Desde 1947 hasta 2017, el ministerio se denominó Ministerio de Defensa (en francés: Ministère de la Défense). Es el ministerio de defensa de Francia.

## Organización

### Ministro de las Fuerzas Armadas
El jefe del departamento es el ministro de las Fuerzas Armadas. El titular actual del cargo es Sébastien Lecornu desde 2022. Actualmente, depende directamente del presidente de la República, el Comandante en jefe de las Fuerzas Armadas francesas.
Su misión es organizar y gestionar la política de defensa del país en coordinación con los demás departamentos. También se encarga de movilizar tropas y gestionar la infraestructura militar. Es responsable de la seguridad de las fuerzas armadas francesas ante el Parlamento.

### Jefe del Estado Mayor de Defensa

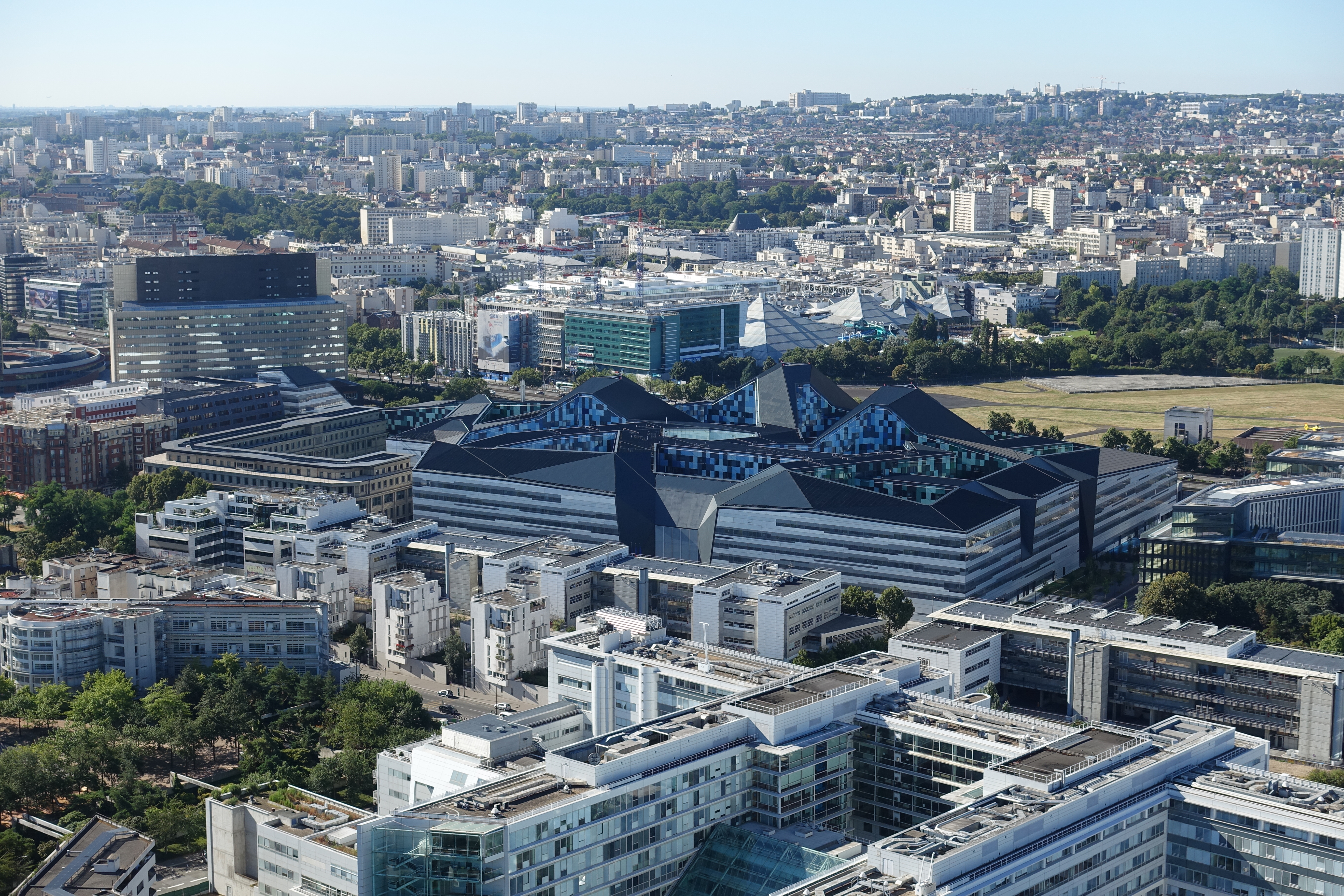
Hexágono Balard, sede de las Fuerzas Armadas francesas

El Jefe del Estado Mayor de los Ejércitos (CEMA) depende directamente del Ministro. Se encarga de la conducción de las operaciones, el entrenamiento de las tropas, la inspección de las mismas, la programación del futuro de las fuerzas y la recopilación y análisis de información de inteligencia. También se encarga de mantener las relaciones con otros países.
El cargo de Jefe del Estado Mayor de la Defensa fue desempeñado por el general del Ejército de Tierra Pierre de Villiers hasta el 20 de julio de 2017, fecha en la que presentó su dimisión sin justificación oficial. Sin embargo, algunas fuentes sugieren que esto se hizo como protesta contra los recortes presupuestarios de defensa anunciados en contradicción con las garantías anteriores de un aumento del gasto en defensa. Ejército francés El general François Lecointre asumió el cargo de jefe del Estado Mayor de los Ejércitos al día siguiente.

### SGA
El secretario general de Administración se encarga de la administración general del Departamento. Asiste al ministro en:
- Elaboración de presupuesto

- Asesoría jurídica

- Política de recursos humanos

- Recursos de la vivienda

- Gestión social

El cargo lo ocupa Jean-Paul Bodin.